# 努斯貝格山
48°15′54″N 16°20′48″E / 48.26500°N 16.34667°E

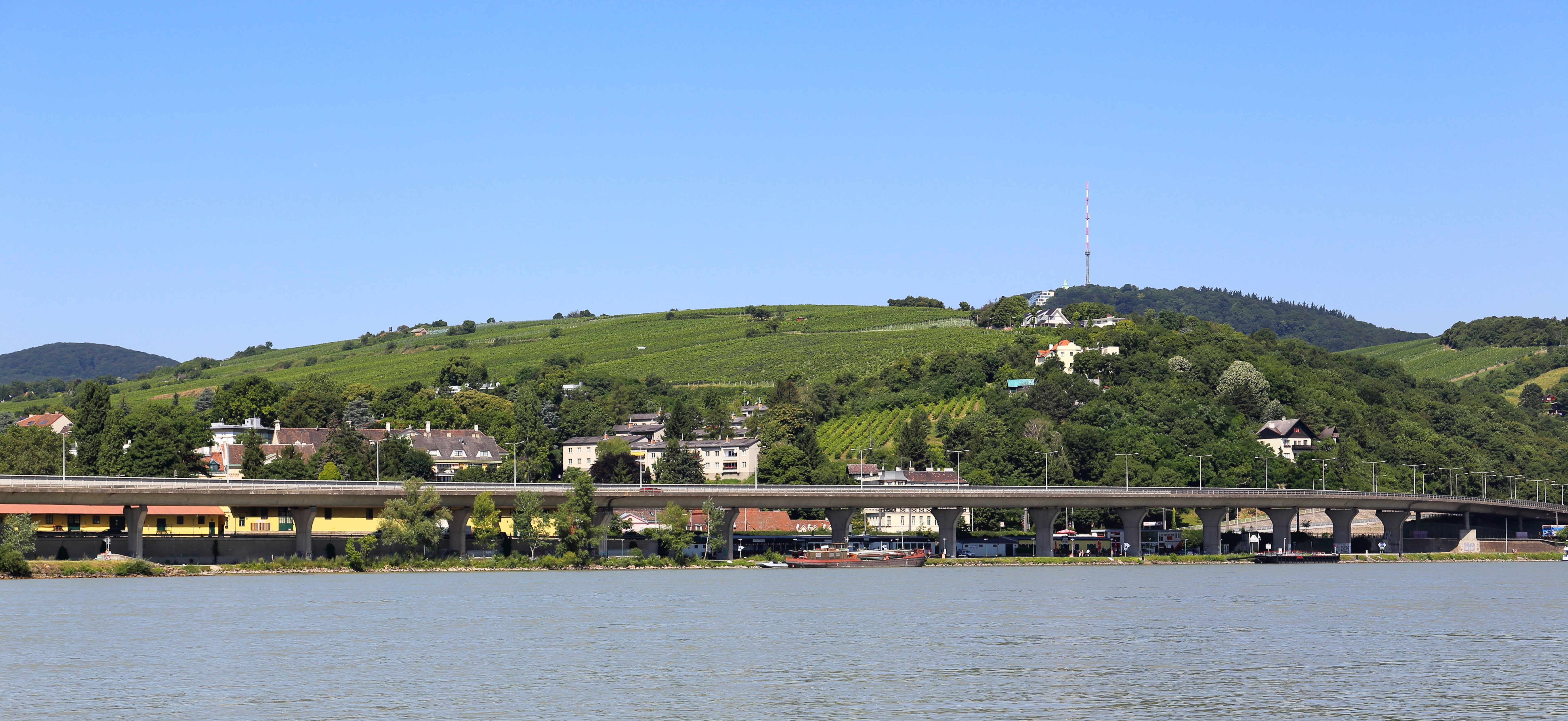

努斯貝格山（德語：Nussberg），是奧地利的山峰，位於該國東北部，由維也納負責管轄，屬於維也納林山的一部分，海拔高度332米，每年平均降雨量904毫米。